# Championnat de Belgique de Bière-pong
Le Championnat de Belgique de Bière-pong (en flamand: Belgisch Kampioenschap Bierpong, aussi appelé BK Bierpong) est un événement annuel à Lichtervelde, dédié au jeu de boisson beerpong.

## Histoire
Le bière-pong trouve son origine aux États-Unis, où il est populaire parmi les étudiants. En Belgique, ce jeu à boire a gagné en popularité ces dernières années. En 2017, cela a conduit à la création du Championnat de Belgique de Beerpong, qui a eu lieu à Anvers. Le tournoi a rapidement gagné en renommée, mais pas sans défis. En 2022, la ville d'Anvers a interdit le championnat, invoquant des préoccupations liées à la consommation d'alcool en public et aux nuisances potentielles. Cette décision a déclenché des débats sur les règles concernant la consommation d'alcool pendant de tels événements.
Après l'interdiction à Anvers, le championnat a été déplacé à Lichtervelde, où il a eu lieu en 2023 pendant le festival Beats n' Bots. Les organisateurs espéraient ainsi non seulement contourner l'interdiction, mais aussi redorer l'image du championnat en mettant l'accent sur la sportivité. L'événement de 2023 a accueilli 256 participants venant de toute la Belgique.
En 2024, le championnat a de nouveau eu lieu à Lichtervelde, avec 128 équipes participantes, et les inscriptions ont été clôturées en seulement cinq jours. Cette édition s'est distinguée par la participation de quelques personnalités politiques locales. Bien que le tournoi reste interdit à Anvers, il demeure bienvenu à Lichtervelde, avec des plans pour une expansion future.
Le titre de champion en 2024 a été remporté par l'équipe 'On met la Patate !', composée de Nelis Himpe et Yakari Pyckavet, qui ont battu en finale le duo Gilles Brouckaert et Senne Vandecaveye.
Pendant l'événement, un objet promotionnel gonflable de cinq mètres de haut, appartenant à la marque Tout Bien Rouge de l'influenceur belge Average Rob, a été volé. Cet incident a fait l'objet d'une certaine couverture médiatique, mais le tournoi s'est déroulé sans autres problèmes majeurs.

## Palmarès
- 2024 : Équipe 'On met la Patate !' [9]

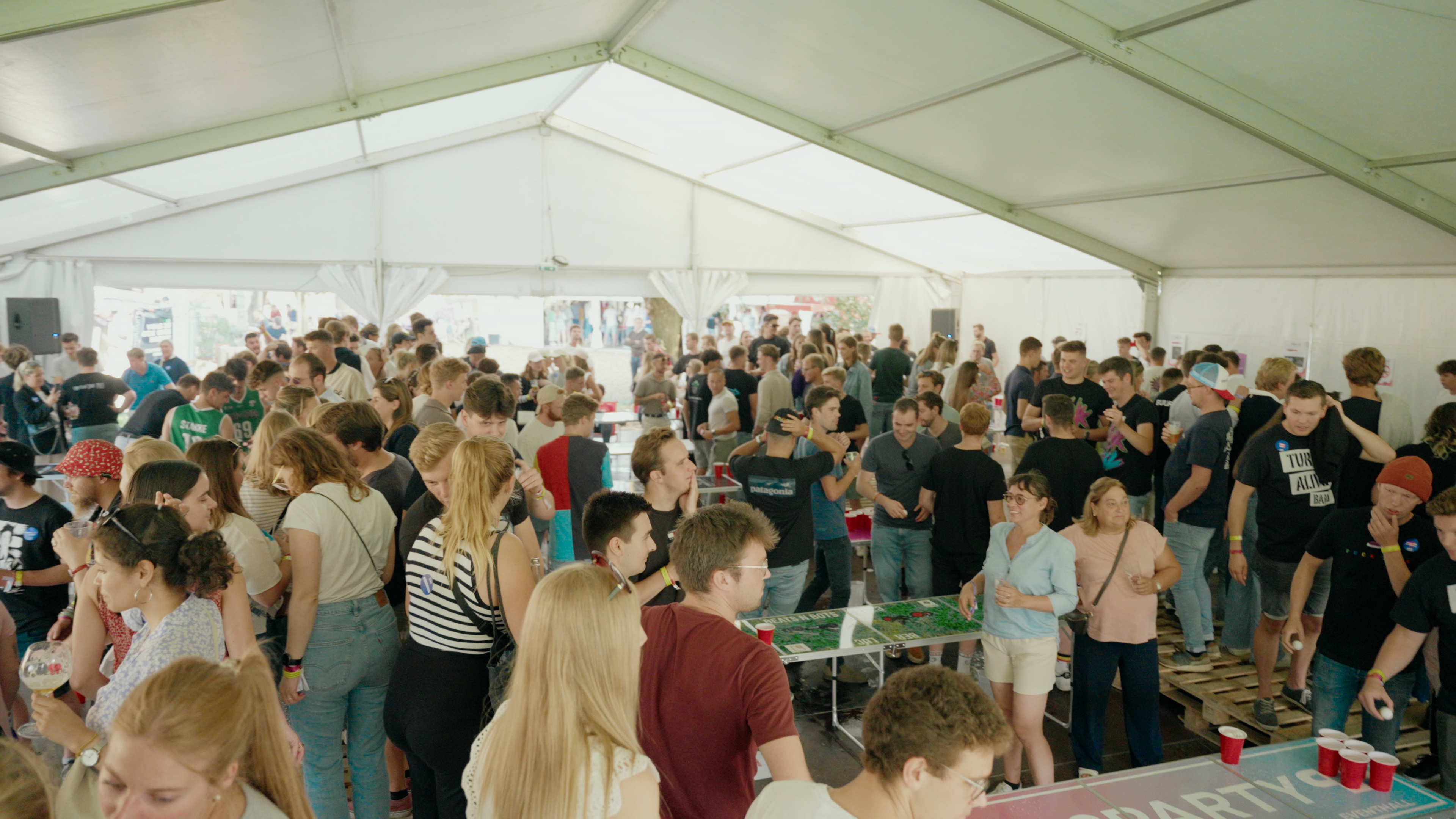
256 participants venus de toute la Belgique ont pris part au BK Beerpong.

  - Participants : Nelis Himpe (Lichtervelde) et Yakari Pyckavet (Hooglede)
  - Victoire obtenue lors du BK Beerpong officiel[10] à Lichtervelde.
- 2023 : Équipe 'Jh De Komeet'[11]
  - Participants : Maxime Debruyne (Ardooie) et Axl Loyson (Ardooie)
  - Victoire obtenue lors du BK Beerpong à Lichtervelde lors du festival Beats 'n Bots.
- 2019 : Équipe 'Dans la bite de Roos Van Acker'[12]
  - Participants : Def Fossez (Menen) et Bryan Pynket (Hasselt)
  - Le duo a remporté la victoire dans la salle événementielle Kavka Zappa à Anvers.
- 2018 : Équipe 'KURT'[13]
  - Participants : Arne Cazaerck (Gand) et Steven Comeye (Gand)
  - A représenté la Belgique au Championnat d'Europe à Innsbruck, en Autriche.